# Annona billbergii
Annona billbergii är en kirimojaväxtart som beskrevs av Robert Elias Fries. Annona billbergii ingår i släktet annonor, och familjen kirimojaväxter. Inga underarter finns listade i Catalogue of Life.